# Alojzije Mišić
Alojzije Mišić O.F.M. (Bosanska Gradiška, 10. studenog 1859. – Mostar, 26. ožujka 1942.) bio je hrvatski prelat Katoličke Crkve koji je služio kao biskup mostarsko-duvanjski i trajni apostolski upravitelj trebinjsko-mrkanski od 1912. do 1942. Bio je provincijal Franjevačke provincije Bosna Srebrena između 1909. i 1912. godine.

## Životopis

### Mladost i školovanje
Alojzije Mišić je rođen u obitelji Mate i Marije (rođ. Cigić) u Bosanskoj Gradišci te je kršten imenom Stjepan. Alojzije je imao dvije sestre, Mariju i Persu koja je bila redovnica. Obitelj mu je podrijetlom iz Hercegovine. Kao dijete dobio je nadimak Stipo ili Stipica. Mišić je pohađao pučku školu u svom rodnom mjestu od 1866. do 1870. godine. Njegovi su roditelji namjeravali dobro školovati, a u tome im je pomogao mjesni župnik fra Marko Dulibić, koji im je savjetovao da pošalju Stjepana u franjevačko sjemenište. 18. lipnja 1870. pristupio je Bosanskoj franjevačkoj provinciji te svršava četiri razreda niže gimnazije u Ivanjskoj, koje je pohađao od 1870. do 1874. u Ivanjskoj. Mišić je nastavio školovanje u franjevačkom samostanu u Fojnici. Dana 21. rujna 1874. ulazi u novicijat u Fojnici i mijenja ime u Alojzije. Mišić je od 1875. do 1878. studirao filozofiju u franjevačkom samostanu u Gučoj Gori, gdje je 15. studenoga 1875. položio privremene zavjete. Tamo je završio studij s odličnim uspjehom. Provincija ga je poslala na studij teologije na Središnju teološku školu u Ostrogonu u Mađarskoj, gdje je studirao od 1878. do 1882. Dok je studirao u Mađarskoj položio je svečane zavjete 14. listopada 1880., a za svećenika ga je zaredio 7. srpnja 1882. kardinal János Simor. Mladu misu imao je 15. kolovoza 1882.

### Svećeništvo
Po povratku u domovinu 1882. Mišić je najprije bio kapelan u Banjoj Luci. No, iste godine, na prijedlog vrhbosanskog nadbiskupa Josipa Stadlera, Provincija ga imenuje vjeroučiteljem u nekoliko sarajevskih škola. Ujedno je pomagao u pastoralnoj skrbi u mjesnoj župi. Nakon toga služi kao tajnik banjalučkog biskupa Marijana Markovića i generalni vikar biskupije od 1884. do 1891. godine. Mišić je imenovan gvardijanom franjevačkog samostana na Petrićevcu 1891. i tu ostaje do 1894. Dok je bio tamo, sagradio je zvonik samostanske crkve.
Godine 1894. imenovan je župnikom u Bihaću. Boraveći u Bihaću, Mišić je osnovao Hrvatsko pjevačko i tamburaško društvo „Krajišnik” s knjižnicom. Također je osnovao razne brojne druge katoličke, gospodarske i nacionalne organizacije. Pomogao je oživjeti tamošnji vjerski i politički život i često je seljacima držao gospodarska predavanja, dajući im razne knjige na tu temu. Mišić je pridonio i jačanju trgovine katolika u gradu izmirivši zaraćene obitelji i osnovavši trgovačko-obrtničko društvo za uzajamnu pomoć. Također je pripomogao jačanju hrvatske nacionalne svijesti u gradu i poticao dužnosnike na osnivanje nacionalnih društava. Kako bi pomogao oslobađanje seljaka od kmetstva, osnovao je Hrvatsku narodnu zadrugu. Mišić je također uvelike obnovio i proširio mjesnu crkvu. Ponovno je imenovan gvardijanom samostana na Petrićevcu 1904., gdje je ostao do 1907. godine. Mišić je tada imenovan predsjednikom Franjevačke rezidencije u Visokom, gdje je služio dvije godine kada je izabran za provincijala Franjevačke provincije Bosna Srebrena. Godine 1910., kao provincijal, Mišić je srušio staru crkvu na sarajevskom Bistriku i sagradio današnju crkvu Svetog Ante.

### Biskupstvo

#### Imenovanje
Posljednjih godina života mostarsko-duvanjski biskup i trajni apostolski upravitelj trebinjsko-mrkanski Paškal Buconjić je često bio bolestan. Iako je podignuta nova biskupska rezidencija, Buconjić se odbija preseliti i živi u staroj rezidenciji u Vukodolu. Buconjićev tajnik fra Radoslav Glavaš iskoristio je njegovo slabo stanje da ostane na vlasti te ga je držao neobaviještenim i time pod kontrolom i ovisnošću. Glavaš je financijska sredstva biskupije usmjerio u Hercegovačku franjevačku provinciju te se u biskupijama nisu mogli očekivati odlučni koraci. Primijetio je to i vrhbosanski nadbiskup Josip Stadler, koji je, s ciljem poboljšanja stanja u biskupijama, zatražio od Rima da imenuje svog pomoćnog biskupa Ivana Šarića kao biskupa koadjutora mostarsko-duvanjskog s pravom nasljedstva.
Buconjić je prijedloge za biskupskog koadjutora doživljavao kao vlastitu smjenu i odlučno im se protivio. Buconjićev stav toliko je naljutio starije hercegovačke franjevce da se novi provincijal Begić predložio za biskupskog koadjutora za vrijeme boravka cara Franje Josipa u Mostaru 3. lipnja 1910. Buconjić, saznavši za namjere vlada u Sarajevu i Beču i Begićev prijedlog caru, pisao je papi Piju X. i predložio Franu Lulića, dalmatinskog franjevca te dva hercegovačka franjevca Špiru Špirića i Davida Nevistića, kao kandidate za njegovog nasljednika. Buconjić se razočarao u hercegovačke franjevce, koji su njegov prvi odabir, Dalmatinca Lulića, doživjeli kao uvredu. Nakon upozorenja da samo car imao pravo imenovanja, a papa potvrde, Buconjić je iste kandidate predložio Franji Josipu i zatražio od njega imenovanje biskupa koadjutora.
Novi zajednički ministar financija Stephan Burián von Rajecz nije podržao imenovanje klera koji nisu bili bliski promađarski raspoloženi te se time nije složio sa Stadlerovim prijedlogom da se Šarića imenuje biskupom koadjutorom. Vlast je podržavala franjevce, a Šarić je nediplomatski objasnio vladi u Beču da ga treba imenovati jer među hercegovačkim franjevcima nema dobrih kandidata. Burián je naredio da se među bosanskim franjevcima nađe kandidat za Buconjićevu zamjenu. Utjecajni članovi austrougarske vlade u Sarajevu zaključili su da bi Alojzije Mišić, bivši mađarski student i osoba od povjerenja promađarskih članova vlade u Sarajevu, trebao biti novi biskup u Mostaru. Vlada u Sarajevu je 19. veljače 1910. Mišića predložila za biskupa koadjutora, ali je vlada u Beču tu odluku odgodila za nekoliko mjeseci zbog priprema za carski pohod Bosni i Hercegovini.
Vlada u Sarajevu smatrala je Lulića nepodobnim jer je živio u Rimu te da kao Dalmatinac ne bi mogao shvatiti mentalitet hercegovačkog puka. Austrougarska vlast odbijala je svakog predloženog od Rima tko nije prihvaćao liberalnu politiku monarhije – jozefinizam. Vlada u Sarajevu smatrala je Mišića kvalificiranijim od druga dva kandidata. Vlada u Beču obavijestila je Rim o svojoj namjeri da imenuje Mišića za biskupa koadjutora, no Rim je balansirao između prijedloga austrougarskih vlasti i Buconjića te je odlučio pričekati Buconjićevu smrt kako bi riješio to pitanje.
Buconjić umire u Mostaru 8. prosinca 1910. na svetkovinu Bezgrješnog Začeća BDM. Nakon Buconjićeve smrti, prema odredbama kanonskog prava, 19. prosinca 1910. metropolit nadbiskup Josip Stadler imenovao je Lazarevića upraviteljem u duhovnim pitanjima dviju hercegovačkih biskupija. Materijalnu skrb o biskupijama dobio je Glavaš, koji je svojim položajem dodatno obogatio Hercegovačku franjevačku provinciju. Stadler je obavijestio vladu u Beču o svojim imenovanjima i predložio Ivana Šarića, Tomu Igrca i Ivana Dujmušića kao kandidate za novog biskupa u Mostaru, napominjući da je promotrio i neke i hercegovačke franjevce, ali po svojoj savjesnosti nije mogao predložiti nijednog od njih. Njegovi su prijedlozi brzo odbačeni jer su austrougarske vlasti preferirale franjevce nad dijecezanskim svećenstvom i željele da franjevac bude novi biskup.
Iako je Rim podržao Buconjićeva prvoga izbornika Lulića, nakon Buconjićeve smrti austrougarske vlasti Lulića nisu smatrale ozbiljnim kandidatom. Rim nije podržao izbor Beča da se za biskupa imenuje Mišić zbog njegovog sukoba s nadbiskupom Stadlerom te su počeli tražiti svoje kandidate. Nakon sukoba oko kandidata za biskupa u Mostaru, austrougarske vlasti su 5. siječnja 1912. po drugi put Rimu službeno predložile Mišića. Papa je prihvatio prijedlog pa je Burián zatražio od cara da imenuje Mišića, što je car i učinio 14. veljače. Papa je Mišića proglasio novim biskupom 29. travnja 1912. godine. 11. lipnja 1912. Mišić odlazi u Rim kako bi primio biskupsko posvećenje.

#### Biskupsko djelovanje
Mišića je posvetio u bazilici svetog Antuna u Rimu 18. lipnja 1912. franjevački kardinal Diomede Falconio. Kao suzareditelji bili su franjevački biskupi Giacomo Ghezzi i Graziano Génnaro. Za svoje geslo uzeo je „Caritate et amore omnia vincuntur” („Milosrđe i ljubav pobjeđuju sve”). Mišić je došao u Rim u pratnji bosanskog franjevca Josipa Andrića i hercegovačkog franjevca Ambrozija Miletića, koji je predstavljao hercegovačke franjevce. Ređenju su nazočili i general franjevačkog reda Pacifico Monza i austro-ugarski veleposlanik u Rimu Alois Schönburg-Hartenstein. Nakon posvećenja Mišić je nekoliko puta boravio u Rimu, a papa ga je primio 20. lipnja.
Dok je Mišić bio na audijenciji kod Pape, u Banja Luci je umro njegov veliki zagovornik, banjalučki biskup Marković. Kako bi spriječio svog protukandidata, nadbiskupa Stadlera, da za upravitelja Banjalučke biskupije imenuje svog kandidata Petra Pajića, Mišić je lobirao i uspio uz pomoć generala Franjevačkog reda isposlovati da se franjevac Jozo Garić imenuje za upravitelja u duhovnim stvarima.
Nakon posjeta papi, Mišić je 21. lipnja napustio Rim i 25. lipnja stigao u Beč kako bi, kako je to uobičajeno u Austro-Ugarskoj, prisegnuo na vjernost caru Franji Josipu. Sutradan je stigao u Sarajevo. Dana 5. srpnja 1912. Mišić je obavijestio upravitelja u duhovnim pitanjima dviju hercegovačkih biskupija Lazara Lazarevića da želi da se njegovo ustoličenje izvrši 14. srpnja, a svoj dolazak javno obznanio 5. srpnja. Mišića su hercegovački franjevci primili hladno. Brojni visoki hercegovački franjevci ignorirali su njegovo imenovanje, uključujući upravitelja u materijalnim pitanjima dviju hercegovačkih biskupija Radoslava Glavaša, Nikolu Šimovića, Anđela Nuića i Ambrozija Miletića.
Dana 18. veljače 1917. Mišić je odlikovan Zapovjedničkom zvijezdom reda Franje Josipa.
Za vrijeme Prvog svjetskog rata, u ljeto 1917. godine, Hercegovinu je zahvatila glad. Neki hercegovački župnici išli su preko Save skupljati hranu za svoje župljane. Dana 5. prosinca 1917. Mišić je pisao zagrebačkom nadbiskupu Antunu Baueru s molbom da zamoli svoje župnike da skupljaju milostinju od svojih župljana. Bauer mu je odgovorio savjetujući mu da bi bilo najbolje da pošalje nekoliko franjevaca koji će prikupljati milostinju u Hrvatskoj. Mišić je pomagao fra Didaku Buntiću da za vrijeme gladi naseli hercegovačku djecu u Slavoniju i Srijem. Pisao je i molbe namjesniku Bosne i Hercegovine Stjepanu Sarkotiću vezane uz žurnu kupnju potrepština.
Godine 1918. Austro-Ugarska je raspuštena, a cijela Bosna i Hercegovina uključena je u novostvorenu Kraljevinu Srba, Hrvata i Slovenaca, kojom je vladala srpska pravoslavna dinastija Karađorđević. Dana 10. studenog 1923. Aleksandar I. Karađorđević odlikovao ga je Redom svetog Save 1. stupnja.

#### Upravna organizacija
Nakon što je postao biskupom, Mišiću je na raspolaganju bilo samo 12 dijecezanskih svećenika, dok su ostatak svećenstva činili franjevci. Balkanski ratovi i Prvi svjetski rat zaustavili su mogućnost školovanja dodatnih dijecezanskih svećenika, dok je broj franjevaca rastao. Okolnosti su zahtijevale osnivanje novih župa, a Mišić je, kao i njegov prethodnik, imao ovlasti postavljati franjevce na nove župe uz odobrenje generala Franjevačkog reda. Hercegovački franjevci dali do znanja biskupu Mišiću do znanja da neće opsluživati nove župe dok se iz Rima ne ishodi dekret po kojem se župe pravno prebacuju na njih. Mišiću je malo stalo do podizanja dijecezanskog klera iako mu je od 1925. Propaganda slala oko 2000 dolara mjesečno za odgoj svjetovnog svećenstva. Novac je ostao neiskorišten, a propao je u bankama tijekom Drugog svjetskog rata. Također je odbio imenovati novozaređene svjetovne svećenike na župe.
Kao biskup, Mišić je osnovao 14 novih župa te sagradio 21 crkvu i 24 župna doma. Među župama koje je osnovao su Čapljina (1917.), Izbično (1917.), Čitluk (1918.), Gradac-Blizanci (1918.), Tepčići (1918.), Jablanica (1919.), Grljevići (1919.), Kongora (1921.), Prisoje (1922.), Kruševo (1924.), Ledinac (1930.), Rašeljke (1934.), Crnač (1935.) i Šipovača (1939.).
Hercegovački franjevci iskoristili su Mišićevo podrijetlo kao neupućenog bosanskog franjevca kako bi pokušali promijeniti Decisiu iz 1899. godine o podjeli župa između njih i dijecezanskog klera koje je izdala Sveta Stolica. Dana 25. travnja 1922. provincijal hercegovačkih franjevaca Alojzije Bubalo uputio je molbu papi da im dodijeli župe koje su Decizijom određene za biskupijski kler. Tražili su da im pripadnu sve župe koje postoje i koje će se osnivati u Mostarsko-duvanjskoj biskupiji, kao i župa Neum koja je pripadala Trebinjsko-mrkanskoj biskupiji. Franjevci su obrazložili da je njihov zahtjev opravdan jer u biskupiji nedostaje dijecezanskog klera, a aktivna su samo tri biskupijska svećenika. No, glavni razlog nepostojanja svjetovnog klera bila je nedovoljna briga prethodnog biskupa Buconjića i tadašnjeg biskupa Mišića oko odgoja svjetovnog klera. Mišić je u to vrijeme trebao otputovati u Rim u posjet ad limina kod pape, a pratio ga je fra Jerko Boras, kustod hercegovačkih franjevaca. Boras je molbu trebao predati generalu franjevačkog reda Bernardinu Klumperu koji bi o tom pitanju razgovarao s papom. Budući da Klumper u to vrijeme nije bio prisutan, molba je predana Callistu Zuccottiju, prokuratoru Franjevačkog reda. Prije nego što je peticiju predao papi, Zuccotti je pozvao Mišića, zaštitnika Franjevačkog reda kardinala Orestu Giorgija i Borasa na razgovor o tome. Zaključili su da bi Mišić osobno trebao izmijeniti molbu i predati ju papi.
Mišić je 22. svibnja 1922. modificirao peticiju i predstavio je kao svoju. Jedina razlika između te dvije verzije bila je u tome što u Mišićevoj inačici nema razlike između sadašnjih i budućih župa koje bi se trebale osnovati. Razlog za takvu promjenu bio je taj što je prethodna inačica bila u suprotnosti s odredbama kanonskog prava, koje je određivalo da svaka novoosnovana župa nastala cijepanjem od redovničke župe pripada na slobodno raspolaganje biskupu, a ne nekoj redovničkoj zajednici. Kongregacija za izvanredna crkvena pitanja zamolila je Mišića da im dostavi popis župa koje bi bile na raspolaganju biskupu. Na kraju je Kongregacija odbila prihvatiti molbu i zatražila da je odobri i biskupski konzistorij.
Nakon odbijanja Kongregacije da prihvati peticiju, Mišić se na cijelu stvar oglušio. Tek nakon Bubalovog inzistiranja, Mišić je pristao poslati peticiju, ali je zamolio Bubala da je napiše. Bubalo je napisao još jednu molbu 20. svibnja 1923. godine. U ovoj molbi je tražio da se franjevcima uz 25 župa koje im po Deciziji pripadaju, dodijeli još 27 župa, od kojih 13 još nije osnovano dok će 21 župa biti rezervirana za dijecezanski kler (u to vrijeme postojalo je samo 8 takvih župa). Njegova je molba dobila Mišićevu preporuku, uz odobrenje biskupskog konzistorija, kojeg su činili Boras i dijecezanski svećenik Marijan Kelava od 3. lipnja 1923. Bubalo je molbu poslao prokuratoru Franjevačkog reda u Rimu 12. lipnja 1921. godine. Kongregacija je reskriptom od 22. lipnja 1923. odlučila da biskup može dati tražene župe franjevcima dok Sveta Stolica ne odredi drugačije. Ovaj događaj označio je početak Hercegovačke afere. Svojim postupcima i netočnim informacijama upućivanim Vatikanu o stanju Crkve u Hercegovini dodatno je pojačao spor.
Dana 26. travnja 1924. Bubalo je od Generalnog definitorija Franjevačkog reda zatražio odobrenje za preuzimanje župa. Kongregacija za ustanove posvećenog života i družbe apostolskog života dala je 27. svibnja 1924. ovlast generalu Franjevačkog reda da odobri zahtjev hercegovačkih franjevaca, a general je odobrio zahtjev 30. svibnja 1924. Sukladno tome, 10. siječnja 1925. Bubalo je od Mišića zatražio da se donese reskript iz 1923., budući da su hercegovački franjevci za to dobili potrebno odobrenje Generalnog definitorija. Mišić je donio reskript 15. svibnja 1925. s izmjenama, stavljajući Gabelu i Glavatičevo pod franjevačku umjesto biskupijsku upravu, dok su Prisoje i Dobrič stavljeni pod biskupijsku upravu. Nezadovoljni promjenom, franjevci su zamolili Mišića da ne mijenja reskript, no Mišić je to smatrao dobrom odlukom te je promjena ostala. Perić piše da je mogući motiv promjene bila Mišićeva nada da će franjevci odbiti promjene, kako bi cijela stvar ponovno došla pred Rim. Mišić nikada nije javno objavio svoj dekret iz straha od reakcije dijecezanskog klera.
Biskup Buconjić je kupio zemljište za novu katedralnu crkvu u Mostaru u mostarskoj četvrti Rondo, koje je pripadalo župi Guvno. Zemljište za novu katedralu je kasnije stavljeno pod založno pravo u korist Hercegovačke franjevačke kustodije zbog duga; u to vrijeme Buconjić je bio prikovan za krevet.  Mišić je namjeravao nastaviti gradnju te je naredio postavljanje 250 četvornih metara klesanog kamena za buduću katedralu, ali nikada nije započeo gradnju. Katedrala nikada nije sagrađena, a posudbu su kasnije oduzele jugoslavenske komunističke vlasti, koje su na njenom mjestu sagradile Dom kulture. Kao mogući razlog kašnjenja izgradnje Perić vidi franjevačku namjeru da župu Guvno preuzmu za sebe.
O zajedničkom nastojanju Mišića i franjevaca da promijene odluku Vatikana biskupijski je kler doznao tek 1937. Kada je arhivar i dijecezanski svećenik Petar Čule doznao za reskript i njegovo donošenje, uvjeravao ga je Mišićev tajnik fra Boris Ilovača da reskript nije izvršen, iako je on sam protokolirao i reskript i Mišićevu dekret o njegovu izvršenju. Godine 1935. Mišić je Čuli prepustio brigu o školovanju dijecezanskih svećenika. Njihov broj je počeo rasti, a mnogi su franjevci komentirali da za njih neće biti dovoljno župa. Godine 1937. u župi Drinovci dijecezansko svećenstvo je postalo upoznato s reskriptom i njegovim donošenjem, što je dovelo do pomutnje u njihovim redovima. Njihove su brige iznesene pred Ilovaču, koji ih je još jednom uvjeravao, lažno tvrdeći da Mišić nije potvrdio reskript. Mišić se malo brinuo za vlastiti kler, pa je za svoga biskupovanja zaredio samo 27 dijecezanskih svećenika, nasuprot 160 franjevaca. Godine 1939. ograničio je broj biskupijski kandidata iz hercegovačkih biskupija u sjemeništu u Travniku na samo 33, vjerojatno pod utjecajem franjevaca.
Godine 1937. franjevci su na provincijalnom kapitulu Hercegovačke franjevačke provincije zamolili biskupa da mu za nasljednika osigura hercegovačkog franjevca imenovanjem biskupa koadjutora. U tom pismu su napisali da je Hercegovina „sedam stoljeća franjevačka, natopljena njihovim znojem i mučeničkom krvlju” te da su franjevci „očuvali hrvatstvo i katoličanstvo Hercegovine”. Napisali su i da je Mišić „veliki sin franjevačkog reda” te da u njemu živi „živi sveti franjevački duh i neće dopustiti da se taj duh umanji ili okrnji”. Ne znajući za zahtjev franjevaca, dijecezanski su svećenici održali svoj godišnji sastanak s kojeg su biskupu uputili promemoriju pitajući ga o situaciji sa župama, međutim, Mišić nikada nije odgovorio.
Godine 1939. dijecezanski su svećenici ipak izvijestili vrhbosanskog nadbiskupa metropolita Ivana Šarića o situaciji sa župama, a on pak apostolskog nuncija u Beogradu. Tako je stvar ponovno stigla do Rima. Godine 1940. to se pitanje raspravljalo pred Propagandom i Kongregacijom za izvanredna crkvena pitanja. Kardinal Giuseppe Bruno, koji je potpisao reskript iz 1923., ustvrdio je da je molba franjevaca napisana neistinama ili prikrivanjem istine, jer su tražili župe koje tada još nisu bile osnovane. Godine 1941. Bruno ponovno piše o tom pitanju, navodeći da 21 župa koja je trebala biti pod biskupovim raspolaganjem, nije mu predana. Štoviše, Bruno je tvrdio da je reskript iz 1923. ništavan jer franjevci nisu dobili potrebno dopuštenje od Kongregacije za ustanove posvećenog života i družbe apostolskog života za preuzimanje župa određenih za biskupijski kler. Ipak, reskript je opozvan tek 1965. godine.

#### Drugi svjetski rat
Godine 1940. i početkom 1941. Kraljevina Mađarska, Kraljevina Rumunjska i Kraljevina Bugarska pristale su pridružiti Silama Osovine. Hitler je zatim vršio pritisak na Jugoslaviju da se također pridruži paktu. Regent, knez Pavao, popustio je ovom pritisku i proglasio pristupanje Jugoslavije Trojnom paktu 25. ožujka 1941. Ovaj potez bio je krajnje nepopularan u časničkom koru vojske kojim su dominirali Srbi i većem dijelu javnosti: kod velikog dijela srpskog stanovništva, kao i liberala i komunista. Vojni časnici (uglavnom Srbi) izvršili su državni udar 27. ožujka 1941. i prisilili regenta na ostavku, dok je kralj Petar II., iako sa samo 17 godina, proglašen punoljetnim. Nakon što je čuo vijesti o državnom udaru u Jugoslaviji, Hitler je 27. ožujka izdao direktivu kojom je tražio da se Jugoslavija tretira kao neprijateljska država. Nijemci su započeli invaziju zračnim napadom na Beograd 6. travnja. Isti dan Talijani su započeli bombardiranje Mostara koje je trajalo nekoliko dana, pri čemu su oštećeni brojni objekti i katolička crkva.
Dana 10. travnja 1941. uspostavljena je Nezavisna Država Hrvatska (NDH), koja je bila podijeljena crtom razgraničenja između Njemačke i Italije. Mostarsko-duvanjska i Trebinjsko-mrkanska biskupija potpuno su pale pod talijansku zonu utjecaja. Istoga dana došlo je do sukoba između ustaških pristaša i jugoslavenskih postrojbi u Mostaru, koje su preuzele kontrolu nad gradom. Ostaci jugoslavenske vojske, kojom je zapovijedao general Janković, zauzeli su brdo iznad Biskupskog ordinarijata i otvorili vatru iz topova i mitraljeza. Kako bi se situacija smirila i izbjegla daljnja razaranja, Mišić je pozvao franjevca Lea Petrovića i uglednog odvjetnika Cvitana Spuževića da dogovore mirovne pregovore s generalom Jankovićem. Katastrofa je izbjegnuta, a Janković je štetu nadoknadio iz vojnog proračuna. Jugoslavenska vojska napustila je grad, a talijanska vojska ga je preuzela 16. travnja. Talijani su gradom upravljali do 28. travnja, kada su vlast prenijeli na novouspostavljenu vlast NDH.
U okružnici od 9. svibnja 1941. katoličkim župama mostarsko-duvanjske i trebinjsko-mrkanske biskupije Mišić je pozdravio uspostavu NDH. U njemu je poglavara NDH, poglavnika Antu Pavelića, nazvao „uzornim kršćaninom katolikom”. Nakon što je jugoslavenska vojska napustila područje, uslijedio je niz zločina nad srpskim stanovništvom. Odmetnički ustaški odredi, bez ikakve kontrole, masakrirali su Srbe u Prebilovcima. Katoličko svećenstvo protestiralo je protiv tih ubojstava. Zločine su crkvenim vlastima prijavili mjesni župnici Jozo Zovko i Andrija Majić, koji su „plačući pripovijedali o strahotama”. Nakon što je prikupio dokaze, Mišić je poslao Majića da prijavi zločine zagrebačkom nadbiskupu Alojziju Stepincu.

Uz zagrebačkog nadbiskupa Alojzija Stepinca, Mišić se ubraja u red katoličkih prelata koji su se suprotstavili ustaškom nasilju. Mišić se u biskupijskoj kronici zgraža nad zločinima počinjenim nad Srbima u Ljubinju, Stocu, Gornjem Hrasnu, Klepcima, Šurmancima, Mostaru, Ljubuškom i Međugorju. Dana 7. studenoga Mišić je napisao izvješće Predsjedništvu Biskupskih konferencija NDH govoreći o zločinima na mostarskom području:
„Ljude se hvatalo ko zvjerinje. Klalo, ubijalo, – žive u ponor bacalo. Ženske, majke s djecom, odrasle djevojke, djecu žensku i mušku bacali su u jame. Podžupan u Mostaru g.[ospodin] Baljić muhamedanac, javno izgovara, ko činovnik, mora bi da šuti ne da telali, da je u Ljubinju samo u jednu jamu 700 šizmatika [pravoslavaca] bačeno. Od Mostara i Čapljine odvezla je željeznica šest punih vagona žena, majka i djevojaka, djece ispod deset godina do stanice Šurmanci, gdje su izvagonirani, odvedeni u brda, žive matere s djecom bacali u duboke propunte. Sve je strmoglavljeno i ubijeno. U župi Klepci iz okolnih sela N. N. 3.700 šizmatika ubijeno je. Jadnici, bili su mirni. Dalje ne nabrajam. Predaleko bih otišao. U samom gradu Mostaru na stotine ih je vezalo, odvodilo izvan grada pa ko živine ubijali.”
Mišiću su također telefonski prijetili jer je primio užasnutu ženu s dvoje djece kojoj je muž odveden i ubijen. Oko 28. lipnja probudile su se glasine da će uslijediti velika odmazda nad srpskim stanovništvom, pa je Pavelić izdao naredbu kojom je prijetio strogim kaznama onima koji počine zločine nad Srbima. Međutim, naredba je imala samo privremeni učinak. Dana 30. lipnja 1941. Mišić je napisao još jednu okružnicu tumačeći Pavelićevu naredbu. U njoj se Mišić osvrnuo na petu zapovijed i zatražio da se ubijanja prestanu, te se pozvao na Isusov primjer navodeći da je on dopunio petu zapovijed i pozvao vjernike, ne samo da ne ubijaju, nego i da se ne ljute i ne osvećuju jer je „po Bogu svaki čovjek brat”.
Pavelić je 3. svibnja 1941. proglasio zakonsko odredbu „O prijelazima s jedne vjere na drugu”, a Ministarstvo bogoštovlja i nastave objavilo je 27. svibnja 1941. „Upute glede prijelaza s jedne vjere na drugu”. Nakon toga mnogi nekatolici, a većinom pravoslavni Srbi tražili su obraćenje. Mišić je 8. srpnja 1941. poslao još jednu okružnicu u vezi s tim pitanjem. U ovoj okružnici Mišić je pisao protiv prisilnog i nasilnog pokrštavanja i zahtijevao od obraćenika da budu iskreni u svojoj nakani. Mišić je rekao kako su svi dobrodošli u Katoličku Crkvu, ali je uputio svećenstvo da bude oprezan prema intelektualcima, kao što su svećenici, učitelji i bogataši, ali da više trebaju biti dobrodošli prema običnim građanima, radnicima i obrtnicima. Poučio je duhovnicima da prema katekumenima budu otvoreni i susretljivi prema te da im ističu zajedničku vjeru između istočnog pravoslavlja i katolicizma. Također, Mišić govori kako Katolička Crkva ne trpi nasilja te da se protivi prozelitizmu.
Mišić je kasnije u ljetopisu zapisao da su se obraćenja dogodila u Ravnom, Stocu, Mostaru, Gorancima, Mostarskom Gracu, Ljutom Dolcu, Gabeli, Klepcima i Humcu. Mišić piše da se postupak prekrštavanja vršio tako što su pojedinci prijavili građanskim vlastima i javno izjavili da prelaze na katoličanstvo. Potom bi potvrdu o namjeri obraćenja donosili u župni ured gdje bi dobivali potvrdu da su primljeni u katoličku zajednicu. Potom bi primali vjeronaučni odgoj, a novorođenčad bi krstili kao katolike. Mišić spominje da su neki „bezakonici ustaše” i prekrštene Srbe uhićivali odvodili da ih masovno ubijaju. Tako navodi: „...Vrlo čestiti seljaci grkoistočne vjere, što pomiješano žive s katolicima, prijavili su se u Katoličku Crkvu; idu sv. misi, uče katolički vjeronauk, krštavaju djecu, – nametnici izdaju naredbe dok su novoobraćenici još u crkvi kod sv. mise, hvataju ih, staro-mlado, muško-žensko, gone ko roblje... do malo u masama u vječnosti...”
Mišić je u svojim bilješkama napisao da je „sve to štetilo hrvatskoj i katoličkoj stvari” te da se „da je bilo drugačijeg pristupa, moglo dogoditi da katolici, s onima koji se obrate, postanu većina u BiH, a ne ovise o milost muhamedanaca koji su sa svoje nestalnosti poznati, prema vremenu bili ono što im je bolje konveniralo”.
Što se tiče Židova, Mišić je u istoj okružnici napisao da prema njima treba imati „opreza do krajnosti i suzdržljivosti”. No, da bi ih spasio od progona, Mišić je svećenicima izdao naputak da Židovima izdaju potvrdu o obraćenju, a da zapravo nije poduziman postupak obraćenja.
Mišić je Stepincu poslao dva pisma. Tijekom ljeta 1941. dio hrvatskih dragovoljaca poslan je na Istočnu bojišnicu. Dana 11. srpnja 1942. Mišić je zamolio Stepinca da za katoličke vojnike osigura katoličke kapelane. U svom drugom pismu Stepincu, kojega je nemoguće datirati, Mišić traži pomoć da se zaštite nedavni Srbi obraćenici koji su odvedeni u koncentracijske logore i traži njihovo oslobađanje. Pismo je Stepinac proslijedio Andriji Artukoviću tražeći da se isti puste iz logora.
Odnosi između Mišića i hercegovačkih franjevaca su se pogoršali nakon uspostave NDH. Kardinal Eugène Tisserant rekao je neslužbenom predstavniku NDH u Rimu, Nikoli Rušinoviću, da su franjevci u Bosni i Hercegovini za vrijeme rata postupili „odvratno”. Na račun hercegovačkih franjevaca u Rimu je bilo niz optužbi iz više smjerova – ostalih hrvatskih franjevačkih provincija, srpskih izbjeglica, talijanskih vojnih i civilnih vlasti, biskupa i predstavnika Svete Stolice u NDH. Optužbe su uključivale njihovu umiješanost u nasilna zbivanja tijekom rata, bavljenje svjetovnim poslovima te neposluh crkvenoj vlasti i Svetoj Stolici.

### Smrt i nasljedstvo
Nedugo prije smrti, Mišić je pokušao dobiti imenovanje nasljednika. Isprva je želio da ga zamijeni netko iz redova bosanskih franjevaca, a potom je za nasljednika tražio nekog od hercegovačkih franjevaca. No, Sveta Stolica je ostala nijema na njegove prijedloge. Godine 1937. franjevci su od njega zatražili da imenuje jednoga od njih za biskupa koadjutora. Mišić je 28. lipnja 1940. predložio Propagandi da mu imenuje biskupa koadjutora, ali nije dobio odgovor. Krajem 1939. godine biskup Mišić je poslao Propagandi trojicu kandidata za nasljedstvo: fra Vendelina Vasilja, fra Dominika Mandića i fra Bonicija Rupčića. Imenovanje se nije dogodilo prije njegove smrti.
Iako naizgled dobrog zdravlja, Mišić je iznenada preminuo od moždanog udara 26. ožujka 1942. oko podneva sjedeći za radnim stolom. Njegovo tijelo pronašao je njegov tajnik fra Boris Ilovača. Kako mu je tijelo još bilo toplo, obavljeni su posljednji obred. Misa zadušnica održana je 29. ožujka u Mostaru, a predvodio ju je Ivan Šarić, nadbiskup vrhbosanski. Isti dan njegovo je tijelo preneseno u samostansku crkvu na Petrićevcu gdje je 31. ožujka održana još jedna misa zadušnica koju je predvodio banjalučki biskup Jozo Garić, nakon čega je ondje po vlastitoj želji i pokopan. Potres 1969. godine uništio je crkvu i samostan na Petrićevcu, pa su Mišićevi posmrtni ostaci u ljeto 1970. preneseni na mjesno groblje.
U trenutku smrti biskupa Mišića Mostarsko-duvanjska i Trebinjsko-mrkanska biskupija imale su tri konzultora, dr. don Petra Čulu, fra Borisa Ilovaču i dr. fra Leona Petrovića. Spomenuta dvojica redovnika nisu imala potrebna dopuštenja od Svete Stolice, niti su ona ikada zatražena. Tako je u skladu sa Zakonikom kanonskog prava, vrhbosanski nadbiskup Ivan Šarić imenovao don Petra Čulu kapitularnim vikarom. Propaganda je odobrila njegovo imenovanje 10. travnja 1942. Iako su se franjevci nadali da će Mišićev nasljednik biti franjevac, a njihovu nadu učvrstila su obećanja čelnika NDH Ante Pavelića franjevcu Radoslavu Glavašu da će franjevac naslijediti Mišića, 15. travnja 1942. Sveta Stolica imenovala je Čulu novim biskupom.

## Počasti

### Odlikovanja
- Zapovjednički križ sa zvijezdom Reda Franje Josipa.[37]
- Red svetog Save prvog stupnja.[37]

### Ulice
- Ulica Biskupa Alojzija Mišića u Širokom Brijegu.

### Knjige
- Bušić, Krešimir. 2009. Doticaji hercegovačkih franjevaca s bačkim Hrvatima od fra Didaka Buntića do fra Dominika Mandića te bosanskog franjevca i mostarsko-duvanjskog biskupa fra Alojzija Mišića.   Tadić, Stipe; Šakota, Marinko (ur.). Fra Didak Buntić-čovjek i djelo. Institut društvenih znanosti "Ivo Pilar". Zagreb.
- Carmichael, Cathie. 2015. A Concise History of Bosnia. Cambridge University Press. Cambridge. ISBN 9781107016156
- Ciglić, Boris; Savić, Dragan. 2007. Dornier Do 17, The Yugoslav Story: Operational Record 1937–1947. Jeroplan. Belgrade. ISBN 9788690972708
- Mandić, Hrvoje. 2020. Hercegovačka franjevačka provincija u Drugom svjetskom ratu i poraću. Sveučilište u Zagrebu. Zagreb.
- Pandžić, Bazilije. 2001. Hercegovački franjevci – sedam stoljeća s narodom (PDF). ZIRAL. Mostar–Zagreb.
- Perić, Marko. 2002. Hercegovačka afera: pregled događaja i važniji dokumenti. Biskupski ordinarijat Mostar. Mostar.
- Perić, Marko. 1986. Život i rad mostarsko-duvanjskih i trebinjsko-mrkanskih biskupa u zadnjih 100 godina.   Babić, Petar; Zovkić, Mato (ur.). Katolička crkva u Bosni i Hercegovini u XIX i XX stoljeću: povijesno-teološki simpozij prigodom stogodišnjice ponovne uspostave redovite hijerarhije u Bosni i Hercegovini. Vrhbosanska visoka teološka škola. Sarajevo.
- Phayer, Michael. 2000. The Catholic Church and the Holocaust, 1930–1965. Indiana University Press. Bloomington and Indianapolis. ISBN 978-0253214713
- Šalić, Jurica. 2002. Franjevci Sjeverozapadne Bosne (PDF). HKD "Napredak" Bihać. Bihać.
- Tomasevich, Jozo. 1975. War and Revolution in Yugoslavia, 1941–1945: The Chetniks. Stanford University Press. Stanford. ISBN 9780804708579
- Trevor-Roper, Hugh. 1964. Hitler's War Directives: 1939–1945. Norhaven Paperback. Viborg. ISBN 1843410141

### Članci
- Goluža, Božo. 2006. Židovi u Mostaru (prilog istini i jasnoći). Hum (1): 226–243
- Perić, Ratko. 2009. Imenovanje don Petra Čule mostarsko-duvanjskim biskupom (PDF). Službeni vjesnik biskupija Mostarsko-duvanjske i Trebinjsko-mrkanske. Biskupski ordinarijat Mostar. Mostar.  (1): 77–89
- Vrankić, Petar. 2018. Izbori i imenovanja biskupa u Hercegovini u doba austro-ugarske vladavine (1878. – 1918.) na primjeru biskupa fra Alojzija Mišića. Hercegovina. Filozofski fakultet Sveučilišta u Mostaru. Mostar. 4: 243–286
- Vukšić, Tomo. 2006a. Mostarski biskup Alojzije Mišić (1912.-1942.) za vrijeme Drugog svjetskog rata. Crkva u svijetu. 41 (2): 215–234
- Vukšić, Tomo. 2006b. Mostarski biskup Alojzije Mišić (1912.-1942.) za vrijeme Drugog svjetskog rata (II.). Crkva u svijetu. 41 (3): 326–342
- Wolff, Richard J. 1977. The Catholic Church and the Dictatorships in Slovakia and Croatia, 1939-1945. Records of the American Catholic Historical Society of Philadelphia. 88 (1/4): 3–30

### Novinski članci
- Barun, Anđelko. 13. lipnja 2018. Franjevci biskupi iz BiH – poslije uspostave redovite crkvene hijerarhije. Svjetlo riječi. Sarajevo. Inačica izvorne stranice arhivirana 4. listopada 2022. Pristupljeno 1. kolovoza 2022.

### Mrežna sjedišta
- Alojzije Mišić OFM (1912.-1942.). Biskupije Mostar-Duvno i Trebinje-Mrkan. Inačica izvorne stranice arhivirana 31. prosinca 2021. Pristupljeno 22. siječnja 2018.CS1 održavanje: bot: nepoznat status originalnog URL-a (link)
- Zanimljivosti. stankagjuric.from.hr. Pristupljeno 10. svibnja 2021.

## Vanjske poveznice
Mrežna sjedišta
- Životopis na stranicama Biskupijâ Mostar-Duvno i Trebinje-Mrkan

| Titule u Katoličkoj Crkvi     | Titule u Katoličkoj Crkvi                                     | Titule u Katoličkoj Crkvi  |
| ----------------------------- | ------------------------------------------------------------- | -------------------------- |
| prethodnik Franjo Komadanović | Provincijal Franjevačke provincije Bosna Srebrena 1909.–1912. | nasljednik Lovro Mihačević |
| prethodnik Paškal Buconjić    | Biskup mostarsko-duvanjski 1912.–1942.                        | nasljednik Petar Čule      |
| prethodnik Paškal Buconjić    | Trajni apostolski upravitelj trebinjsko-mrkanski 1912.–1942.  | nasljednik Petar Čule      |